# Източна часова зона
Източната часова зона (ИЗ) (англ. Eastern Time Zone (ET)) на Съединените щати и Канада е часова зона, която попада най-вече по източното крайбрежие на Северна Америка. Неговото UTC е -5 часа (UTC-5) по време на стандартното време и -4 часа (UTC-4) през лятното часово време. Часовото време в тази зона е въз основа на слънчевото време на 75-ия меридиан източно от Гринуическата обсерватория.
В Съединените щати и Канада тази зона обикновено се е наричана Източна зона (ИЗ). Конкретно е Източно стандартно време (ИСВ), когато спазваме стандартното време (зима) и Източно лятно време (ИЛВ), когато спазваме лятното часово време (от лято до есен).
От 2007 година местното време се сменя в 02:00 ИСВ на 03:00 ИЛВ във втората неделя на месец март и се връща в 02:00 ИЛВ на 03:00 ИСВ в първата неделя на месец ноември в САЩ и Канада.

## Употреба

### Северна Америка

#### Канада
В Канада изброените провинции и територии са част от Източната часова зона:
- Онтарио (с изключение на площта на запад от Тъндър бей, но включително Атикокан)
- Квебек (с изключение на Кот-Нор и Островите Мадлен
- Централно-източно Нунавут (включвайки част от Менвил и повечето части на островите Елисмиър и Бафинова земя)

#### Съединени щати
В Съединените щати в Окръг Колумбия, заедно със седемнадесет щата се намират изцяло в Източната часова зона, докато други шест са разделени между Източната и Централната часова зона.
Седемнадесетте щата, които обхващат изцяло Източната часова зона са, както следва:
- Кънектикът
- Делауеър
- Джорджия
- Мейн
- Мериленд
- Масачузетс
- Ню Хампшър
- Ню Джърси
- Ню Йорк
- Северна Каролина
- Охайо
- Пенсилвания
- Род Айлънд
- Южна Каролина
- Върмонт
- Вирджиния
- Западна Вирджиния

Има шест щата, които са разделени между Източната и Централната часова зона.
- Алабама: щата официално е в Централната часова зона. Въпреки това шепа на общонстите неофициално спазва Източното време, защото са част от Колумбус, Джорджия метрополна област – Феникс Сити, Смитс Стейшън, Ланет и Вали.
- Флорида: Цялата Флорида е в Източната часова зона, освен Апалачикола.
- Индиана: Цялата Индиана е в Източната часова зона, освен шест северозападни окръга в Чикагската метрополна област и шест южни окръга на Евансвилската метрополна област.
- Кентъки: Приблизително източната половина на щата включително Луисвил е в Източната часова зона, а западната половина е в Централната часова зона.
- Мичигън: Цял Мичигън е в Източната часова зона с изключение на четири окръга – Гогибик, Айрън, Дикинсън и Мъномъний.
- Тенеси: Източната трета от Тенеси е в Източната часова зона. Районът е груб, но не изцяло съвпадащ с региона, познат като „Източен Тенеси“.

#### Мексико
- Кинтана Ро: този източен щат следва ИСВ за повече от 17 години.